# Ревельська губернія
Ревельська губернія — адміністративна одиниця Російської імперії. Губернським містом був Ревель.
Заснована 29 травня 1719 року з земель герцогства Естляндського — одного з домініонів Шведської імперії, що існувало з 1561 року та було відвойовано під час Північної війни. Перетворена 3 липня 1783 року на Ревельське намісництво.
У 1738-1740 роках, губернатором губернії був Густаф Отто Дуглас

## Склад
Станом на 1745 рік включала до свого складу 4 дистрикти:
- Гаррієнський дистрикт
- Вікський дистрикт
- Єрвенський дистрикт
- Вірляндський дистрикт

Згодом дистрикти було перейменовано на крейси.